# Рижнев, Олег Михайлович
Олег Михайлович Рижнев (род. 15 августа 1934; Елатьма, Елатомский район, Рязанская область, РСФСР, СССР — 29 октября 1975; Санкт-Петербург, РСФСР, СССР) — советский киноактёр.

## Биография
Родился 15 августа 1934 года в селе Елатьма Елатомского района Рязанской области в полноценной семье матери и отца.
Окончил семь классов, после чего стал параллельно учиться в вечерней школе и время от времени работать. После окончания вечерней школы, Рижнев получил аттестат и решил стать филологом. Поступил на соответствующий факультет в Ленинградский университет. Находясь на третьем курсе, его заметили люди относившиеся к кино и позвали сняться у режиссёра Александра Иванова в картине «Михайло Ломоносов» в 1955 году, после чего молодой человек овладел интересом к кинематографии и бросил учёбу что бы уехать в Москву и поступить во ВГИК, что Рижнев и сделал. Во ВГИКе стал студентом актёрского факультета, где надолго не задержался по личным причинам.
Был призван в армию, но служба обернулась для него участием в международных политических событиях. Рижнев являлся в числе советских военнослужащих, подавлявших вооружённое восстание в Венгрии в октябре-ноября 1956 года и был ранен. После излечения, Рижнева направили в Германию, где в качестве конферансье служил в составе Ансамбля песни и пляски.
После демобилизации в 1958 году, вернувшись в Ленинград, восстановился в университет, где до военной службы так и не успел там доучиться. Продолжил учиться на филологическом факультете, а позже перевёлся на математический факультет, но охладел к учёбе и получилось так, что снова бросил учёбу.
Рижнев хотел сниматься в ярких, интересных и главных ролях, но ему предлагали после съёмок в четырёх фильмах лишь второстепенные роли. Данная причина стала для актёра завершением карьеры. После актёрского искусства устроился работать инженером-радиометристом в Институт прикладной химии, где проработал много лет, а в личной жизни обзавёлся семьёй.
Ушёл из жизни 29 октября 1975 года во сне. Причиной смерти стала ишемическая  болезнь сердца, которую мужчина от всех скрывал, что бы этим не беспокоить родных ему людей. Похоронен на Богословском кладбище в Санкт-Петербурге.

### Личная жизнь
Был дважды женат. От первой супруги у него родилась дочь, от второй супруги родился сын.

## Фильмография
- 1955 — Михайло Ломоносов — Василий Дементьев
- 1955 — Первый эшелон — целинник
- 1956 — Медовый месяц — студент
- 1960 — Гущак из Рио-де-Жанейро — чубатый

## Оценочные мнения
- Киновед Алексей Тремасов рассказал о том, что Олег Рижнев был интересным, разносторонним человеком. Очень любил Ленинград и его пригороды, хорошо знал их историю. Обладал богатой фантазией, потрясающим даром убеждения, был очень эмоционален, коммуникабелен. Увлекался спортом, ходил на лыжах[1].
- Также киновед подметил, что актёр был высокого роста, хорош собой (красив, привлекателен), пользовался постоянным женским вниманием[1].
- У него была внешняя крепость, часто занимался спортом[1].
- Рижнев любил литературу, обладал хорошей памятью, знал наизусть много стихов Маяковского[1].
- Имел многое в запасе: яркие внешние данные, желание стать артистом[1].